# Kostel svaté Terezie od Dítěte Ježíše
Kostel svaté Terezie od Dítěte Ježíše v Praze-Kobylisích je římskokatolický farní kostel zasvěcený svaté Terezii z Lisieux. Nachází se na Kobyliském náměstí poblíž stanice metra Kobylisy. Správa farnosti, které kostel náleží, je svěřena salesiánům Dona Bosca.

## Historie

### Ústavní kaple a zřízení farnosti
Roku 1926 věnoval statkář Antonín Ženíšek katolickému stavebnímu družstvu „Charitas“ pozemek o rozloze cca 2000 m² na vybudování kostela, později k témuž účelu prodal ještě další parcely za třetinovou cenu. Pozemky později přešly na spolek „Dílo blahoslavené Anežky Přemyslovny“, jehož posláním byly stavby nových kostelů na okrajích Prahy. Roku 1932 spolek oslovil salesiány, kteří v Čechách začali působit roku 1927, aby si zde vybudovali ústav a kostel.

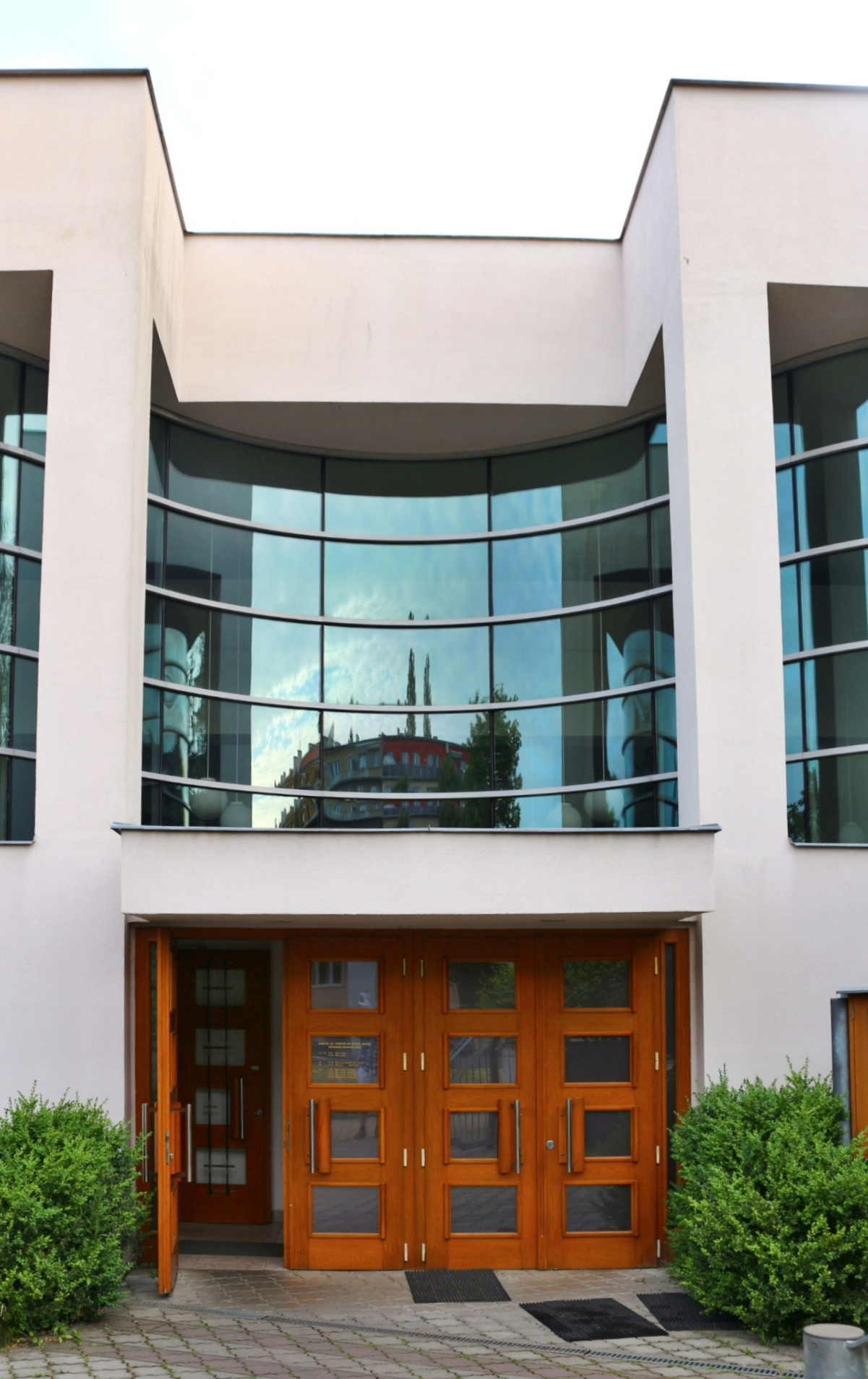
Vstupní část kostela

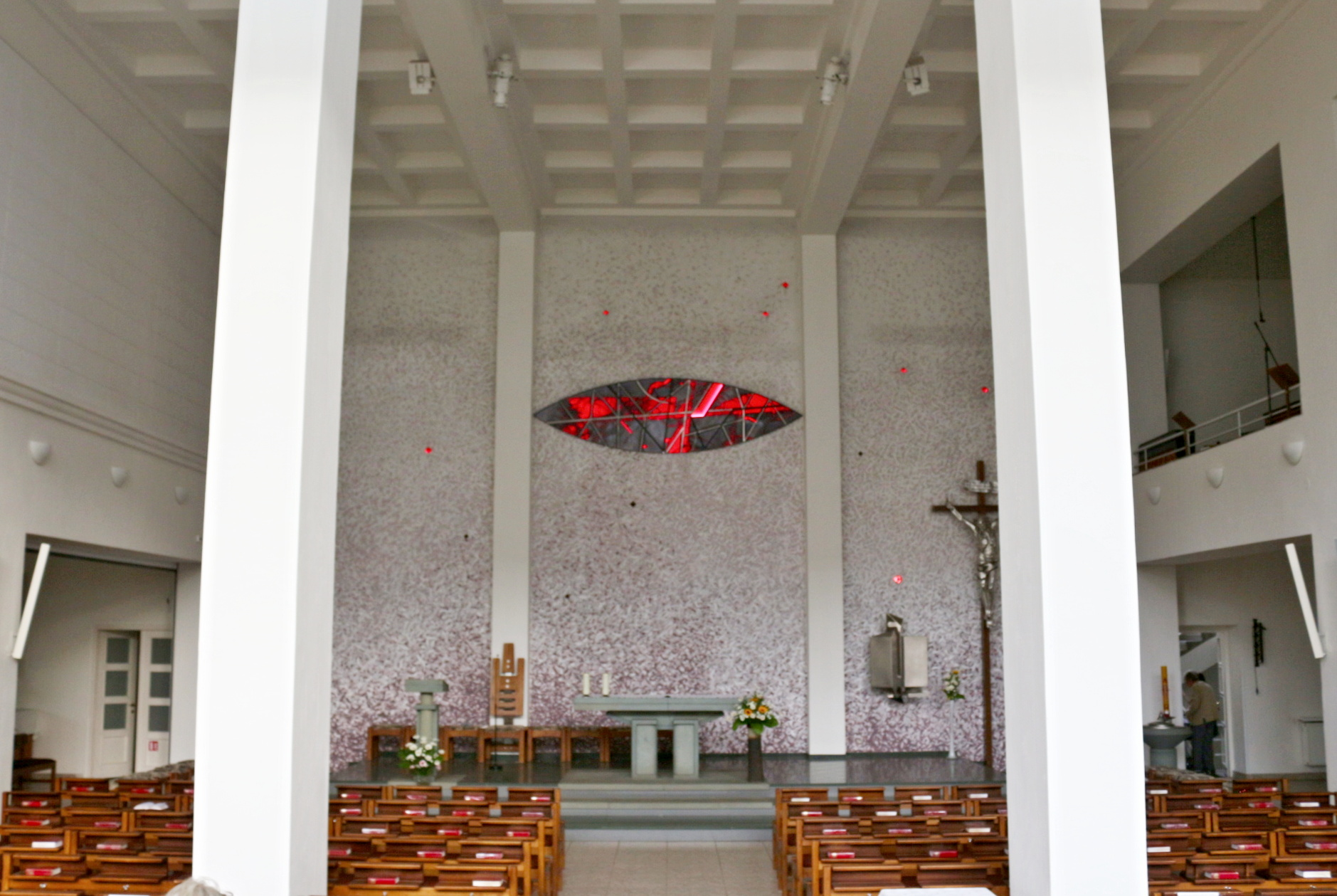
Interiér kostela

Salesiáni nejprve odmítli, protože pro takový projekt ještě neměli dostatek lidí. Později byl založen „Spolek pro vystavění a udržování římskokatolického kostela v Praze 8 - Kobylisích“ a 8. prosince 1934 pražský arcibiskup kardinál Karel Kašpar posvětil základní kámen kostela. Do Prahy salesiáni přišli na žádost kardinála Kašpara. Po založení „Spolku pracovníků salesiánských v ČSR“ v roce 1936 byla jednání obnovena, salesiánský spolek převzal pozemky a 11. května 1936 vyhlásil výběrové řízení na dodavatele stavby, smlouva s vybranou firmou V. Nekvasil byla uzavřena 27. června 1936. Autorem kaple byl architekt Čeněk Vořech. Kaple byla navržena jako provizorium, dochovaly se čtyři tehdejší návrhy dostavby kostela, z nichž žádný nebyl později realizován.
Výstavba salesiánského ústavu v Kobylisích byla zahájena v červenci 1936, a výstavbu řídil a prvním ředitelem ústavu se stal Štěpán Trochta. Součástí komplexu byla i ústavní kaple sv. Terezičky, která byla přístupná i veřejnosti. První výkop pro kapli byl zahájen 17. července 1936, vysvětil ji arcibiskup Kašpar 24. října 1937. Roku 1938 byly přivezeny první dva zvony z pěti plánovaných, v březnu 1942 byly buď oba či jeden z nich zrekvírovány německou armádou a roztaveny. K 1. prosinci 1946 byla při kapli zřízena kobyliská farnost, o což poprvé Štěpán Trochta žádal v únoru 1942 protože zřízením duchovní správy bylo podmíněno již převzetí pozemku. Prvním duchovním správcem byl jmenován salesián Cyril Ondra.
V roce 1950 byl celý komplex zabrán státem a ústav zrušen, kaple však fungovala dál jako farní kostel. Sloužil zde kaplan od svatého Antonína, od roku 1967 bohnický farář, roku 1969 nastoupil do farnosti jako výpomocný duchovní salesián Jan Vývoda, pod jehož vedením se farnost stala jednou z nejaktivnějších v Praze.

### Přestavba kaple na kostel
22. dubna 1990 papež Jan Pavel II. při své návštěvě Prahy posvětil nový základní kámen nového kostela. Zákonem 338/1991 Sb. byl k 1. srpnu 1991 salesiánům právně navrácen ústav, ředitelem ústavu i farářem kobyliské farnosti se stal Karel Herbst. 16. února 1992 byla kaple převedena z majetku farnosti do majetku salesiánů. Roku 1997 započala rekonstrukce kostela, byla rozšířena západní část s pastoračním zázemím a hlavní prostor kaple byl rozšířen novou přístavbou směrem na sever a přestavbou dosavadních administrativních místností směrem na východ, čímž se jeho kapacita zvýšila z asi 150 sedících na 300; po propojení staré a nové části se orientace bohoslužebného prostoru změnila ze západovýchodní na severojižní. Autorem přestavby je architekt Václav Mašek, vnitřní výzdobu navrhl Antonín Klouda, vitráže vytvořil Jan Exnar. Stavbu provedla firma Antonín Pavlica z Hroznové Lhoty. Roku 2001 byly na věži instalovány tři zvony se jmény Panna Maria Pomocnice křesťanů, sv. Jan Bosco a sv. Terezička a zvonkohra se čtrnácti zvonky, druhá v Praze. 26. října 2001 zvony posvětil biskup Jaroslav Škarvada.
Rozšířený kostel byl vysvěcen 23. října 2000. 1. září 2001 byla městská část Praha-Troja převedena z bohnické farnosti do kobyliské. Od června 2002 do roku 2016 byl kobyliským farářem Josef Brtník. K 1. září 2002 převzali salesiáni též správu sousední bohnické farnosti.